# Aripis
Aripis, aripis trociak (Arripis trutta) – gatunek ryby okoniokształtnej z rodziny aripisowatych (Arripidae), nazywany też łososiem australijskim.

## Występowanie
Południowe wybrzeża Australii – najczęściej od Brisbane do zachodniej Wiktorii, dalej na zachód rzadka – oraz okolice Tasmanii, wysp Lord Howe i Norfolk, a także Nowa Zelandia, wyspa Chatham i wyspy Kermadec.
Żyje w ławicach na szelfie kontynentalnym oraz w zatokach i ujściach rzek na głębokości 30 – 39 m. Wstępuje do rzek. Młode osobniki przebywają w płytkich przybrzeżnych zatokach i ujściach rzek, dorosłe wędrują ławicami wzdłuż brzegów.

## Cechy morfologiczne
Osiąga średnio 47 (maksymalnie 89) cm długości i 9,40 kg masy ciała (maksymalnie). Ciało wydłużone, bocznie spłaszczone. Głowa równa lub nieco krótsza niż 30% długości ciała bez płetwy ogonowej. 25 kręgów. Wzdłuż linii bocznej 49 – 53 łuski. Na pierwszym łuku skrzelowym 33 – 37 wyrostków filtracyjnych, 9 – 13 na górnej i 20 – 24 na dolnej części. W płetwie grzbietowej 9 kolców i 15 – 17 miękkich promieni, w płetwie odbytowej 3 kolce i 9 – 10 miękkich promieni. W płetwach piersiowych 16 – 18 promieni, w płetwach brzusznych, umiejscowionych przed płetwą grzbietową, 1 kolec i 5 miękkich promieni.
Ubarwienie grzbietu ciemno zielonkawo-niebieskie oraz srebrzyste boki z niewyraźnie ograniczonymi plamami ułożonymi wzdłuż boków w nieregularnych rzędach.

## Odżywianie
Żywi się głównie niewielkimi rybami, a także pelagicznymi skorupiakami, głównie krylem z gatunku Nyctiphanes australis. Młode osobniki do 10 cm długości żywią się głównie widłonogami.
Pokarm pobiera również z dna.

## Rozród
Dojrzewa płciowo w wieku 4 lat przy długości około 39 cm. Trze się od XI do II. Ikra ma kształt okrągły, jest pelagiczna.

## Znaczenie
Poławiany gospodarczo. Jedzony świeży bądź mrożony oraz w postaci konserw. Łowiony na wędkę, używany jako przynęta.